# Muzička industrija
Muzička industrija je skup ekonomskih aktivnosti u vezi sa stvaranjem i plasiranjem muzike. Iako termin ukazuje pre svega na ekonomski aspekt kao centralni za razumevanje muzičke industrije i popularne muzike, efekti ovog pojma imaju mnogo širi značaj i uticaj na kulturu u celini. Muzička industrija se zato sagledava i kao kulturna industrija.

## Definicija
Muzička industrija obuhvata tri centralne aktivnosti: snimanje muzike, izdavanje muzike i izvođenje muzike. To podrazumeva niz institucija, praksi, aktera i tržišta koji su sa njima povezani: izdavačke kuće i sve što se odnosi na maloprodaju; proizvodnju i prodaju snimaka u različitim formatima; muzičku štampu; muzički hardver, koji uključuje muzičke instrumente i tehnologije snimanja i reprodukcije zvuka; trgovinu različitim tipovima robe, kao što su posteri, majice i sl. (eng. merchandise); tantijeme, autorska prava, tj. rad institucija za zaštitu prava i naplatu; muzičku industriju uživo (eng. live music industry) – turneje, live koncerte, susrete sa fanovima. Pored navedenih činilaca, u muzičkoj industriji su svi oni koji doprinose na bilo koji način u realizaciji ili distribuciji muzike (buking agenti, menadžeri, promoteri, fotografi, stilisti, koreografi...). Svi akteri muzičke industrije deluju kao posrednici koji povezuju umetnike i publiku.

## Ekonomski aspekt
Izdavačke kuće čine stub muzičke industrije i mogu se podeliti u dve grupe: glavne međunarodne kompanije (eng. majors) i one manje, ’nezavisne’ (eng. indies). Manje kompanije imaju funkciju pronalaženja i plasiranja talenata i funkcionišu često u službi većih kompanija koje imaju monopol na tržištu. Izdavačke kuće su hijerarhijski organizovani sistemi poslovanja, sa jasno podeljenim ulogama. Te uloge podrazumevaju: menadžment, producente, marketing i odnose sa javnošću, promocije, poslovne sastanke, finansije i pravne poslove, proizvodnju i distribuciju, administrativne poslove.
Od početaka razvoja izdavačkih kuća, počevši od kraja 19. veka, u Evropi i SAD, muzičkom industrijom je uvek dominiralo nekoliko izdavača. Uglavnom, između pet i osam kompanija je produciralo oko 70% muzike koja se legalno distribuirala i prodavala.
Današnja internacionalna muzička industrija koncentrisana je na rad tri velike kompanije, pri čemu je svaka deo neke veće poslovne strukture ili konglomerata, svaka ima svoje internacionalne ogranke i podrazumeva mnogo lejblova. Na primer, kompanija Sony Music Group (SMG) je deo Sony korporacije (Sony Corporation), japanskog multinacionalnog konglomerata. SMG obuhvata druge manje kompanije koje se bave snimanjem i izdavanjem muzike, kao što su Sony Music Entertainment (pod čijim okriljem rade RCA, EPIC, Columbia i dr.), Sony Music Publishing. Prema podacima iz 2023. godine o market šeru, kada je reč o fizičkim i digitalnim izdanjima, središte današnje muzičke industrije čine: Universal Music Group (31.8%), Sony Music Entertainment (22,1%) i Warner Music Group (15,5%).

## Istorijat
Osnove muzičke industrije pronalazimo još u 18. veku, u razvoju koncertne kulture i izdavačkih praksi. Izdavači i promoteri koncerata nadgledali su i diktirali koja će se muzika izvoditi i tražiti na tržištu. U isto vreme, razvijaju se razni prostori za distribuciju ove muzike: kafei, barovi, zabavni parkovi, koncertne dvorane, operske kuće – u svim ovim područjima su delovali impresariji/menadžeri koji su nudili i nadgledali repertoar.
Edisonovo patentiranje fonografa, 1878. godine, predstavljalo je jedan od prelomnih momenata u razvoju muzičke industrije, jer je tada počelo pripremanje uslova za masovnu distribuciju i komercijalnu upotrebu muzike. Preokret se dešava u poslednjoj deceniji 19. veka kada su neke kompanije (kao što je The Pacific Phonograph Company) počele da proizvode i prodaju fonograf kao spravu koja funkcioiše poput kasnijeg džuboksa, za barove, restorane, uz aktiviranje pomoću novčića. U ovo vreme (1887) Berliner patentira gramofon, a ubrzo posle toga nastaje i radio aparat (1896, Markoni), čime se stiču novi uslovi za širu i dalekosežniju distribuciju i promociju muzike.
Jedan od prvih primera i  modela muzičkog biznisa ili industrije je američka Tin Pen Eli (Tin Pan Alley) produkcija. Ona je izrasla iz popularnih žanrova za zabavu, a jedan od njih je vodvilj, prvi vid masovne zabave nastao u Francuskoj koji je podrazumevao niz raznovrsnih numera i šou talenata.
Tin Pen Eli produkcija je dominirala američkim mejnstrim tržištem od početka 20. veka do kasnih četrdesetih godina. Naziv se odnosi na skupinu tekstopisaca, kompozitora, izdavača koji su zajedno stvarali u jednom njujorškom kvartu (West 28th Street, između Brodveja i Šeste avenije na Menhetnu) gde su interesenti dolazili da čuju, kupuju i dalje promovišu numere kroz vodviljski i drugi repetoar. Novinar Monro Rozenfild je tokom boravka u Njujorku skovao termin „Tin Pan Alleyˮ kako bi ukazao na buku klavira koji su svirali i odzvanjali simultano iz tzv. demo soba, što je zvučalo kao da hiljadu ljudi udara u tin pans. Ceo kvart je delovao kao lokacija za proizvodnju hitova, a pesme su kreirane tipski, uz stalni cilj da se prati ukus mase i tržište. Ovaj naziv postaje i metafora za novi pristup i tip biznisa koji je pretvorio stvaranje pesma (song writing) i  muzičko izdavaštvo u specijalizovana i standardizovana zanimanja.
Nakon Drugog svetskog rata, muzička industrija (najpre u SAD) je u krizi ili stagnaciji (prodaja opada). Od 1955. industrija ulazi u novi period ekspanzije. Porast koji će se desiti neće biti samo posledica ekonomskog oporavka i rađanja bejbi bum generacije, već i promena koje će se desiti u samoj srži muzičke industrije. Prelomnu ulogu u ovom procesu imaće pojava rokenrola – kao svežeg, novog koncepta, koji zastupa kulturu mladih kao nove publike. Takođe, važan uticaj će imati i pojava novih formata – zamena šalak ploča vinilom, plasiranje LP i singl formata na tržište.

## Kulturna industrija
Pojam muzička industrija korene ima u terminu kultruna industrija koji su skovali Teodor Adorno i Maks Horkahjmer. Adorno i Horkhajmer u delu Dijalektika prosvetiteljstva (Dialektik der Aufklärung, 1944) godine uvode ovaj pojam kako bi, iz vizure kritičke teorije, ukazali na „opsesivni karakter masovne kulture koji dovodi do pasivizacije, forsiranja eskapizma, а sve u cilju održanja kapitalističkog poretka". Oni sprovode kritiku ovog koncepta, ukazujući na njegove manjkavosti, kao što su standardizacija, serijska proizvodnja, uniformnost. Kulturnu industriju odlikuje kopiranje, analogno procesu u fabrici – „to je neizlečiva bolest svake zabave”. Svaki proizvod kulturne industrije, prema njihovom mišljenju, je „model ogromne ekonomske mašinerije”, što je dovelo do toga da se desi „transpozicija kulture u sferu potrošnje”. Zbog toga, publici se ukida sloboda duha i individualnost, odnosno publika deluje po načelu „pseudoindividualnosti". Kasnije, stasavanjem novih teoretičara u ovoj oblasti, stav o kulturnoj industriji i popularnoj muzici kao negativnom pojmu se menja. Mlađi autori, za razliku od Adorna i Horkhajmera, popularnu muziku u okviru muzičke industrije vide kao praksu koja ima društveni potencijal i koja predstavlja medij za individualni ili kolektivni izraz i komunikaciju.

## Spoljašnje veze
- https://www.musicbusinessworldwide.com/companies/sony/sony-music-group
- https://musicandcopyright.wordpress.com/tag/market-share
- https://www.forbes.com/sites/forbesbusinesscouncil/2021/09/13/the-evolution-of-the-music-industry---and-what-it-means-for-marketing-yourself-as-a-musician/
- https://musicindustryblog.wordpress.com/
- https://www.sokoj.rs/podkast-muzicka-industrija/